# Historia de la medicina tradicional china

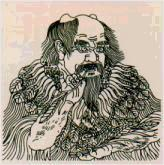
Retrato de Shennong.

La medicina china tradicional está basada fundamentalmente en la filosofía taoísta y en sus principios cosmológicos. No mucho se sabe de sus orígenes, creada en 1400 a. C. pero sí que está fuertemente marcada por tres figuras legendarias, tres emperadores míticos:
- Fuxi, autor de Yi Jing (Libro de las mutaciones), generalmente considerado el libro chino más antiguo.
- Shennong, padre de la agricultura y de la fitoterapia. A él se atribuye el primer Bencao (o Tratado de las Materias Medicinales).
- Huang Di, el "Emperador Amarillo", autor de la obra más representativa de la Medicina Tradicional China: las Nei Jing o Neijing Suwen.

## Nei JingyNan Jing
El Huang Di Nei Jing (o Clásico de lo Interno del Emperador Amarillo) es una recopilación de escritos médicos, sin un autor único definido, fechada alrededor del año 2600 aC y que será referenciado y revisado durante los cuatro milenios siguientes.
Los fragmentos más antiguos del Neijing se remontan a los siglos V-III aC y parecen haber sido divididos en dos:
- El Su Wen (o Cuestiones Simples): Nueve capítulos presentados en forma de discusión dialogada entre el emperador Huang Di y su consejero Qi Bo.
- El Ling Shu (o Pivote Espiritual), también nueve capítulos versados sobre la práctica.

Podría añadirse el Nan Jing (o Clásico de las dificultades), un compendio de 81 pasajes difíciles del Nei Jing.
Lejos de estas figuras legendarias, y ya en épocas contemporáneas a los griegos hipocráticos, aparecen textos médicos dentro del Zuo Zhuan (de principios del siglo V a. C.). Durante esta época, los médicos (Yin) constituyen por primera vez una corporación independiente de los sacerdotes y de los magos. El primer personaje histórico citado es Bian Que (430?-350? aC), que es tal vez un nombre genérico que designa diferentes personajes; a él se atribuye la técnica de Mo Fa (de tomar el pulso), y la autoría del Nan Jing.
Zou Yan (aprox. 305-240 aC) introdujo en China la teoría de los cinco elementos, que acabaría impregnando todas las ramas del conocimiento.

## Dinastía Han
Ya en plena dinastía Han (206 aC-220 d. C.), se empieza a prestar mayor atención a los venenos, los remedios vegetales y minerales, la dietética, técnicas respiratorias, cultura física, sexología, y sustancias que proporcionan inmortalidad (generalmente sustancias tóxicas para las que se requería un entrenamiento progresivo de inmunización). De esta dinastía datan los siguientes autores:
- Chun Yuyi (215-167 aC)

A partir de sus experiencias y de sus observaciones (anamnesis, examen clínico, diagnóstico, pronóstico, tratamiento, patogenia, discusión de los síntomas y justificación del tratamiento) se han reconocido diferentes patologías, como cirrosis hepática, hernia estrangulada, lumbago traumático, absceso peritoneal, gota, parálisis progresiva, hemoptisis, y muchas otras.
- Zhang Zhongjing (158-166)

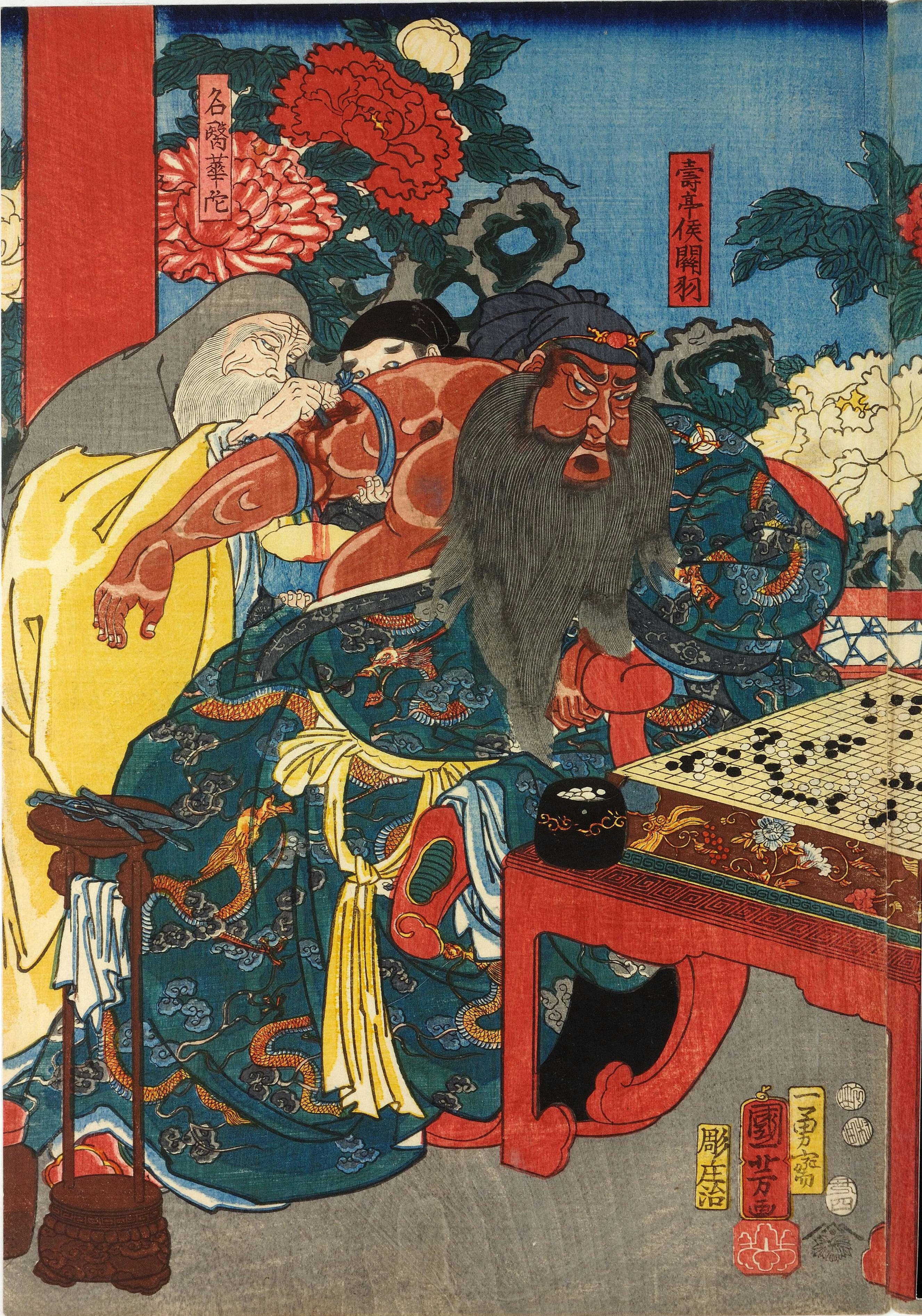
Escena donde aparece el médico Hua Tuo.

El apodado "inventor de la sintomatología y de la terapéutica china". Se le considera el Hipócrates chino. Fue el primero en diferenciar claramente los síntomas Yin de los síntomas Yang. En sus obras, como Shang Han Lun (o Tratado del Frío Nocivo o Tratado de las Fiebres) analiza diferentes tipos de fiebres, distingue entre enfermedades agudas y crónicas, y busca la causa de muchas de ellas.
- Hua Tuo (110-207)

Fue el cirujano por excelencia de la época. A él se le atribuye la anestesia (Ma Fei San) y el arte de las aberturas abdominales (Kai Fu Shu). Las crónicas de la época relatan sus operaciones más famosas realizadas bajo anestesia general (laparotomía, trasplante o injertos de órganos, etc.). También a él se le atribuyen la sutura, los ungüentos contra las inflamaciones, los tratamientos contra la ascariosis (lombrices intestinales), etc. Asimismo preconizó la balneoterapia y la hidroterapia. Y en el terreno de la obstetricia, supo diagnosticar la muerte intrauterina de un gemelo a partir de las hemorragias consecutivas al nacimiento del primero, ayudándose de la acupuntura para aliviar a la madre parturienta. Finalmente, también fue el inventor de unos ejercicios de gimnasia que mejoraban la circulación y la digestión, llamados Wu Qin Xi (o Juego de los cinco animales -tigre, ciervo, oso, mono y grulla-).
- Huang Fumi (215-282)

Autor de Zhen Jiu Jia Yi Jing, el clásico ABC de la acupuntura y moxibustión, y primera obra de "divulgación" de la medicina china.
- Wang Shu He (210-280)

Autor de Mai Jing (Tratado del pulso), traducido al tibetano, al árabe y al persa durante la Edad Media. Sus posteriores traducciones en latín y lenguas vulgares occidentales hicieron de esta una obra muy influyente en los pulsólogos de los siglos XVII y XVIII.
Es igualmente durante la dinastía Han cuando comienza el gran periodo del taoísmo, que se extiende del siglo II a. C. hasta el siglo VII d. C. La alquimia y las investigaciones en materia de farmacopea y de medicina fueron para muchos maestros taoístas parte fundamental de sus actividades. Uno de los taoístas más conocidos de este periodo fue Ge Hong.
Ge Hong fue autor de Bao Pu Zi Nei Pian (un tratado de alquimia, dietética y magia), Jin Gui Yao Fang (o Medicaciones del cofre de oro, un tratado de medicina), y de Zhou Hou Pei Ji Fang (o Prescripciones de urgencia, otro tratado sobre medicina más centrado en la toma del pulso). En los libros de Ge Hong aparecen numerosos consejos de medicina preventiva para evitar enfermedades y prolongar la vida. Dos son los métodos de longevidad desarrollados por Hong: el Dao Yin, prácticas respiratorias para renovar el Qi, y el Fu Qi, un incremento de sangre a través de alimentos y fármacos. Además, desarrolla una fórmula de inmortalidad a base de oro, mercurio, jade, azufre y cinabrio. En cuanto a tratamientos fitoterapéuticos, son muchos los ejemplos descritos: ruibarbo y gardenia contra la ictericia epidémica; canela, regaliz y almendra de albaricoque contra el asma; beleño contra las demencias; aplicaciones de calor en el vientre contra las gastroenteritis, etc.
Otro personaje importante fue Tao Hongjing, autor de una revisión de una obra de referencia farmacéutica anterior. En los Comentarios sobre el Tratado de Materias Medicinales (sobre el año 500 d. C.), Hongjing ideó un tipo de clasificación de los fármacos según su categoría natural (plantas, insectos, etc.), en lugar del sistema de clasificación de tres niveles original; clasificó los remedios según los síntomas tratados; precisó la relación entre lugar de producción, recolección, tiempo de infusión y la eficacia, así como la forma (píldora, polvos, etc.). La obra fue reconstruida a partir de las citas en otros textos, como Zhenglei bencao y el Bencaogangmu. Otra revisión de Hongking fue Ciento una prescripciones (revisión de las Prescripciones de urgencia de Ge Hong).

## Dinastías Sui y Tang
Durante las dinastías Sui (581-618) y Tang (618-907), China se reunifica. Es este un periodo de apogeo de la medicina tradicional china. En el año 624 fue creado el Gran Servicio Médico, en el que se supervisaba los estudios de medicina y se organizaba la investigación. De esta época hay descripciones muy precisas de numerosas enfermedades: lepra, viruela, sarampión, sarna, disentería, cólera, enfermedades carenciales (beriberi, raquitismo, etc.), enfermedades venéreas, tuberculosis, adenopatía cervical, diabetes, tumores, etc.
La terapéutica quirúrgica ya conocía la cirugía de cataratas; se practicaba el tratamiento ortopédico de las fracturas; se trataba la caries por obstrucción y uso de amalgama mercurial, etc.
Uno de los médicos más remarcables de este periodo fue Sun Simiao (581-682), autor de:
- Qian Jin Fang (Mil recetas de valor), de 30 capítulos.
- Fu Lu Lun (Tratado de la felicidad), de 3 capítulos.
- She Sheng Zhen Lu (En el seno de la almohada), de 1 capítulo.
- Yin Hai Jing Wei (Conocimiento exhaustivo de la Mar de plata) -tratado oftalmológico-.
- San Jiao Lun (Tratado de las Tres Religiones), de 1 capítulo.

## Dinastía Song
Durante la dinastía Song (960-1270) tienen lugar numerosos progresos técnicos (como la imprenta, la brújula, la pólvora de cañón) y científicos (matemática, biología, etc.). Es una época de grandes sabios polivalentes, como Chen Kua (1031-1095), que fue arquitecto, agrónomo, médico, historiógrafo y embajador.
Qian Yi (1035-1117) fue un importantísimo pediatra chino, especialista en enfermedades infecciosas como la varicela, el sarampión, la escarlatina y la viruela.
La medicina legal hace su primera aparición con el Xi Yuan Ji Lu (Recopilación para lavar las injusticias), de Song Ci (1188-1249), coincidiendo con una renovación de la anatomía (aunque hay indicios de una disección un poco antes, en 1106).
La farmacia se ve enriquecida con numerosos y exóticos medicamentos, a base de mandrágora, mirra, opio, etc.
Wang Wei Yi (alrededor del año 1026), médico y escultor, redacta un compendio de acupuntura y crea unas figurillas de bronce de gran utilidad para simular los puntos de acupuntura.
De la época justo anterior a la dinastía Ming, cabe remarcar a dos grandes sabios del conocimiento médico:
- Hu Zheng Qi Huei (o Hu Sihui), dietista imperial que ejerció entre 1314 y 1330. Describió las enfermedades carenciales y su tratamiento mediante una dieta racional. Autor de Yinshanzhengyiao (Breves en alimentación), que contiene 94 platos, 35 sopas y 29 recetas más contra el envejecimiento.
- Hua Shuou (o Bowen), conocido por sus observaciones de las manchas blanco-azuladas que aparecen sobre la mucosa bucal que caracterizan los pródromos del sarampión. Aunque sin duda se le conoce sobre todo por sus comentarios de los clásicos, en especial del Nan Jing (texto que quedó conformado definitivamente en el año 1361, gracias a Hua Cheu).

## Dinastía Ming

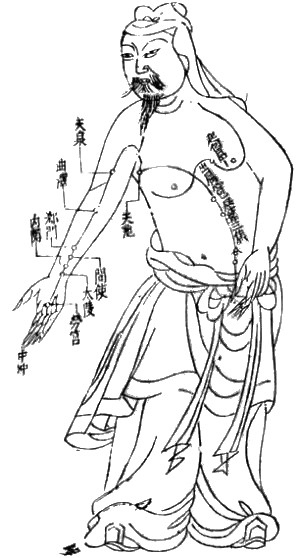
Mapa de puntos de aplicación de acupuntura. Dinastía Ming.

Durante la dinastía Ming (1368-1644) aumentan las influencias de otras latitudes, tanto fuera de China, como Zheng He que llega hasta África occidental (1450-1453), así mismo, la llegada de los jesuitas que llegan a la China (y con ellos la medicina occidental, aunque inicialmente quedó restringida al emperador). En esta época se traducen numerosos textos de anatomía y de la circulación sanguínea al chino.
Una de las grandes obras de esta época es Gran Tratado de Materia Médica, de Li Shizhen (1518-1593), que trata además de la patología y la terapéutica, la historia natural, la tecnología química e industrial, la geografía, la historia, la dietética, la cocina, la cosmología, la filosofía y la filología. Fue una obra traducida a las principales lenguas asiáticas y occidentales. En ella se hace referencia por primera vez a la sífilis, enfermedad aparecida en China entre 1505-1506, a la vez que los médicos occidentales, indios y árabes lo hacían en sus respectivas latitudes.
El gran acupuntor Yang Jizou edita en este periodo los 10 capítulos de Zhen Jiu Da Cheng, una enciclopedia de acupuntura de los clásicos médicos chinos; de técnica clínica y terapéutica; de diagnóstico pediátrico y de tratamiento infantil mediante masaje, entre otros.

## Hoy en día
Actualmente, la medicina china aun estando influenciada por la medicina occidental y sus grandes avances técnicos (y por las sucesivas filosofías a lo largo de la historia, como los diferentes comunismos de los últimos tiempos), continúa plenamente vigente en cada vez más países del mundo, con China obviamente como principal exponente.